# 1st Armoured Division (Australian Army)
La 1st Armoured Division fu una divisione corazzata dell'Australian Army, prima unità di tale tipo costituita in seno alle forze armate dell'Australia; l'unità esistette dal 1941 al 1943 durante gli eventi della seconda guerra mondiale.
Inizialmente destinata all'impiego nel teatro del Nordafrica, dopo lo scoppio delle ostilità nel Pacifico la divisione fu trattenuta in Australia per difenderla da un'eventuale invasione giapponese, non vedendo di fatto alcun impiego bellico come formazione unitaria; nel settembre 1943, con il tramonto di ogni minaccia di invasione, la divisione fu sciolta e il suo personale destinato ad altre formazioni.

## Storia

### La formazione
La decisione di creare la 1st Armoured Division fu inspirata dai successi riportati dalle ampie formazioni di carri armati tedeschi durante le fasi iniziali della seconda guerra mondiale in Europa. L'Australian War Cabinet approvò l'istituzione della divisione nel luglio 1940, e la 1st Armoured Division venne creata ufficialmente il 1º luglio 1941 sotto il comando del maggior generale John Northcott. Il Royal Australian Armoured Corps (il corpo corazzato dell'Esercito australiano) fu istituito quasi contemporaneamente, con il relativo decreto di istituzione pubblicato in gazzetta il 9 luglio 1941.
Il corpo centrale della divisione era costituito da due brigate corazzate, la 1st e 2nd Armoured Brigade, ciascuna su tre reggimenti, supportate da una serie di altre unità tra cui un reggimento di autoblindo, un reggimento di fanteria motorizzata (ottenuto dalla conversione di un'unità dell'Australian Light Horse), un reggimento di artiglieria campale, una batteria di artiglieria anticarro, un'unità del genio militare e un gruppo di supporto logistico. Sulla carta, ogni reggimento corazzato doveva essere equipaggiato con 10 blindati da ricognizione, 46 carri incrociatore e sei carri recupero; il reggimento motorizzato aveva 14 veicoli da ricognizione e 44 cingolette Universal Carrier per il trasporto della fanteria, mentre il reggimento autoblindo aveva 12 veicoli da ricognizione e 58 autoblindo.

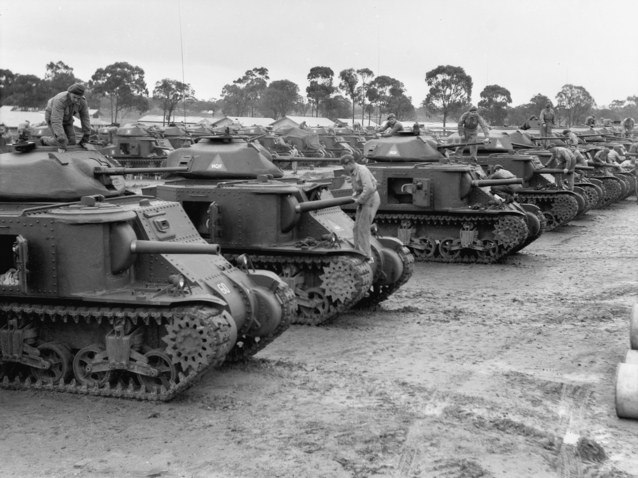
Carri M3 Grant della 1st Division durante una rivista nel giugno 1942

Nel corso della sua esistenza, la divisione pose diverse difficili sfide. La formazione di una divisione corazzata implicava la massiccia espansione delle forze corazzate australiane, prima alquanto embrionali, e quindi la maggior parte degli ufficiali e dei soldati dovevano essere addestrati da zero in scuole di guerra corazzata di nuova costituzione; questo processo fu alquanto complicato dal limitato numero di carri armati disponibili per equipaggiare la divisione stessa, visto che a dicembre l'intera formazione non schierava più di otto carri leggeri, dieci carri incrociatore e 30 cingolette Universal Carrier. Per quanto il numero dei carri armati disponibili per la divisione aumentò lentamente con il passare del tempo, la formazione non ricevette la sua assegnazione organica completa almeno fino al maggio 1942.

### La difesa dell'Australia
Prima che avessero inizio le ostilità nel Pacifico, la 1st Armoured Division era stata destinata al teatro bellico del Medio Oriente dove sarebbe stata completamente equipaggiata e addestrata; per la 1st Brigade l'imbarco per il Medio Oriente era previsto nel dicembre 1941 e per la 2nd Brigade nel marzo 1942. Questi piani furono però rapidamente accantonati dopo l'attacco giapponese a Pearl Harbor il 7 dicembre 1941, e si decise che la divisione sarebbe rimasta in Australia per difenderla da una temuta invasione nipponica. Come misura d'emergenza, i ranghi dei reggimenti corazzati furono riempiti di cingolette Universal Carrier armate di mitragliatrici finché il previsto numero di carri non fosse stato disponibile.
Il maggior generale Horace Robertson rimpiazzò Northcott alla guida della divisione nell'aprile 1942, quando quest'ultimo venne promosso alla guida dell'appena costituito Australian II Corps. Tra aprile e maggio 1942 i reggimenti corazzati iniziarono a ricevere veicoli di fabbricazione statunitense, ovvero i carri medi M3 Lee/Grant e i carri leggeri M3 Stuart; completato l'allestimento dei reggimenti, la divisione fu concentrata nel Nuovo Galles del Sud per completare il suo addestramento nel corso di una serie di ampie esercitazioni attorno a Narrabri. Nel gennaio 1943 la divisione fu spostata nell'area tra Perth e Geraldton, dove entrò a far parte dell'Australian III Corps per difendere Australia Occidentale da un eventuale sbarco giapponese.

### Scioglimento

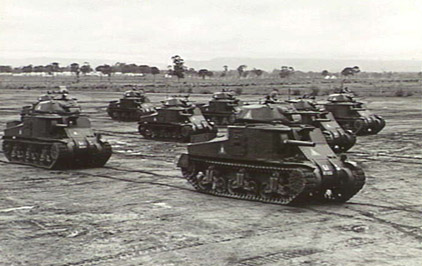
Carri M3 Grant australiani della 1st Division durante delle manovre addestrative nel poligono di Puckapunyal

Con la fine di una vera e propria minaccia di invasione dell'Australia da parte del Giappone nel 1943, e vista la sostanziale inutilità di una formazione corazzata nei combattimenti nella giungla, il destino della 1st Armoured Division era segnato. Per quell'epoca l'Australian Army si trovava gravemente a corto di effettivi, rendendo quindi necessario ridurre l'organico del corpo corazzato e ricollocare il personale della divisione a più utili ruoli. La divisione fu infine sciolta nel settembre 1943, per quanto la 1st Armoured Brigade e alcune unità di supporto rimasero in vita come 1st Armoured Brigade Group indipendente, assegnato al III Corps nell'Australia Occidentale; il gruppo fu infine a sua volta sciolto nel settembre 1944. La 4th Armoured Brigade, creata nel marzo 1943 e che incluse diversi dei reggimenti precedentemente assegnati alla 1st Division, provvide alla fornitura di tutte le unità corazzate australiane che videro l'azione dal 1943 fino alla fine della guerra.
Sebbene la 1st Division non vide mai un combattimento come unità completa, tre reggimenti che fecero parte del suo organico combatterono indipendentemente nel teatro bellico dell'Oceano Pacifico sud-occidentale mentre erano assegnati alla divisione o successivamente al suo scioglimento. Nel settembre 1942 il 2/6th Armoured Regiment, equipaggiato con i carri leggeri M3 Stuart, fu schierato in Nuova Guinea e vide l'azione nel corso della battaglia di Buna-Gona; tra il 1944 e il 1945, invece, il 2/4th Armoured Regiment fornì elementi delle dimensioni di uno squadrone per partecipare agli scontri della campagna di Bougainville e della campagna di Aitape-Wewak, equipaggiati con carri da fanteria Mk II Matilda di origine britannica. Il 2/9th Armoured Regiment, sempre equipaggiato con i Matilda, servì infine nel corso della campagna del Borneo, partecipando agli sbarchi anfibi dei reparti australiani a Tarakan, Sarawak, Brunei e Labuan nel 1945.

## Ordine di battaglia
Unità assegnate alla divisione al luglio 1941:
- Quartier generale divisionale
- 2/11 Armoured Car Regiment
- 2/3 Field Squadron, Royal Australian Engineers (RAE)
- 4 Field Squadron, RAE
- 2/1 Field Park Squadron, RAE
- 1st Armoured Brigade
  - 2/5th Armoured Regiment
  - 2/6th Armoured Regiment
  - 2/7th Armoured Regiment
- 2nd Armoured Brigade
  - 2/8th Armoured Regiment
  - 2/9th Armoured Regiment
  - 2/10th Armoured Regiment
- 1st Support Group (dal febbraio 1942)
  - 17th Motor Regiment (già 17th Light Horse Regiment)
  - 108th Anti Tank Regiment, Royal Australian Artillery
  - 16th Field Regiment, Royal Australian Artillery[6]